# STS-125
La STS-125, o HST-SM4 (Missió de prestació de serveis al Telescopi Espacial Hubble), va ser la cinquena i última missió de servei del Telescopi Espacial Hubble (HST). La missió es va dur a terme pel transbordador espacial Atlantis, Encara que al seu torn un altre transbordador, l'Endeavour, es trobava en la plataforma de llançament per si hagués calgut una missió de rescat.

## Història
Originalment, la missió estava programada per al 10 d'octubre del 2008, però a causa d'una avaria en el telescopi el 27 de setembre de 2008, la STS-125 es va retardar fins a l'11 maig 2009 per preparar una segona unitat de maneig de dades per substituir la malmesa.
L'Atlantis va dur dos nous instruments per al HST, un reemplaçament del sensor d'orientació fina, i sis noves bateries i giroscopis per permetre que el telescopi segueixi funcionant almenys fins al 2013. La tripulació també instal·lar una nova capa de manta tèrmica per a proporcionar un millor aïllament, i un mecanisme de "soft-catcher" per a l'ajuda en la seguretat de l'òrbita del telescopi per a una nau espacial no tripulada al final de la seva vida útil.
La missió va ser el vol número 30 del transbordador espacial Atlantis, i l'última missió tripulada prevista per al telescopi espacial. La missió, al seu torn, va ser el primer vol de l'Atlantis des de la STS-122, i el seu primer vol en no visitar la ISS des de la STS-66 el 1994. També va ser la primera missió de llançadora no relacionada amb l'Estació Espacial Internacional des de la STS-107, que va acabar en l'accident del Columbia. A causa de la diferència entre l'òrbita de l'Estació Espacial Internacional, i la del HST, l'Atlantis no podia arribar al refugi de la ISS en el cas que el seu escut tèrmic es faci malbé en el seu llançament. Per tant, la missió va requerir que el Transbordador Endeavour estigués preparat en plataforma de llançament 39B, produint immediatament el vol STS-400 a la Atlantis: missió de rescat.

## Càrrega útil de la missió

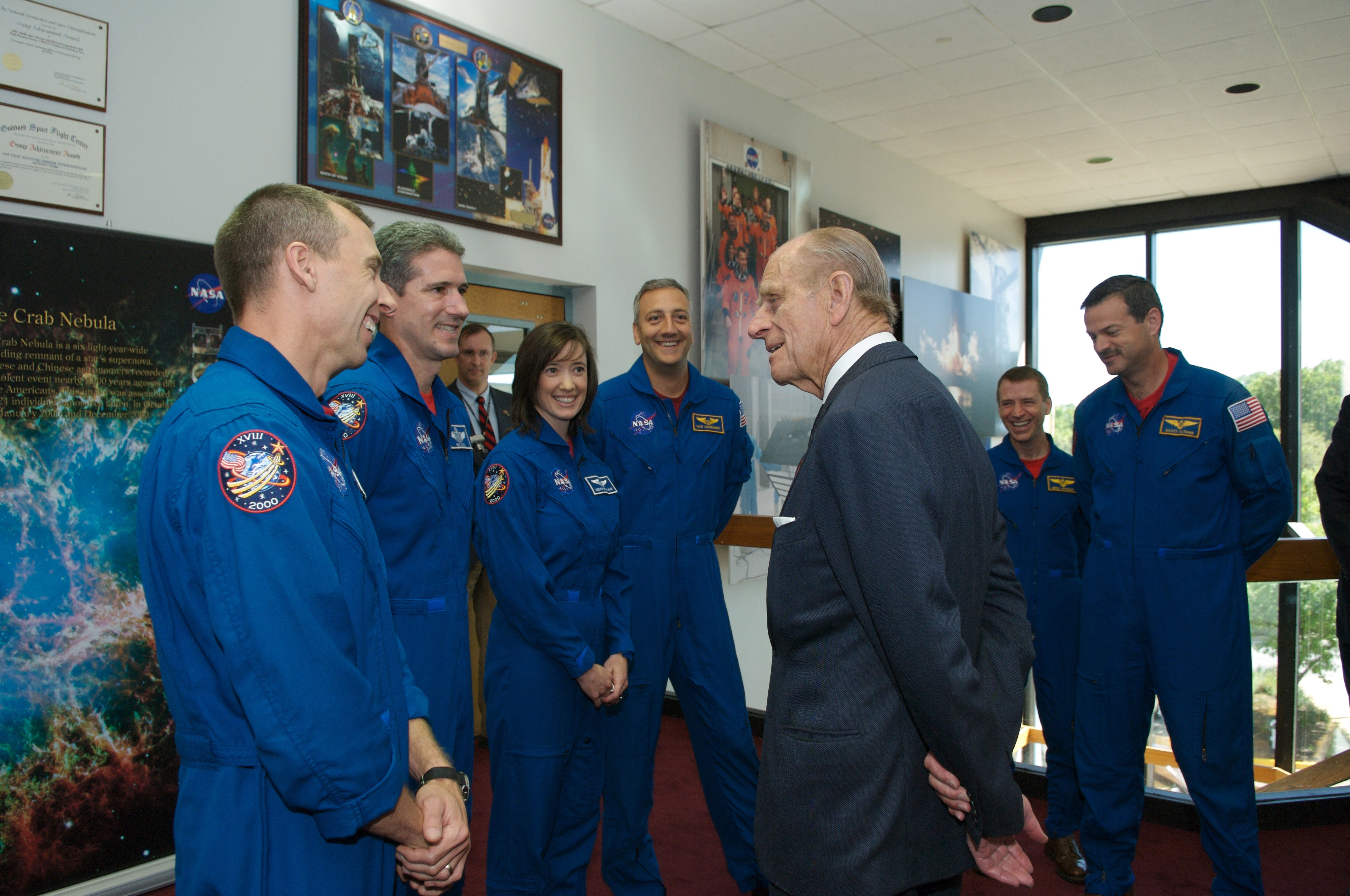
Prince Philip va visitar el Centre de vol espacial Goddard al maig de 2007, on va conèixer als tripulants de la STS-125.

## Una missió especial

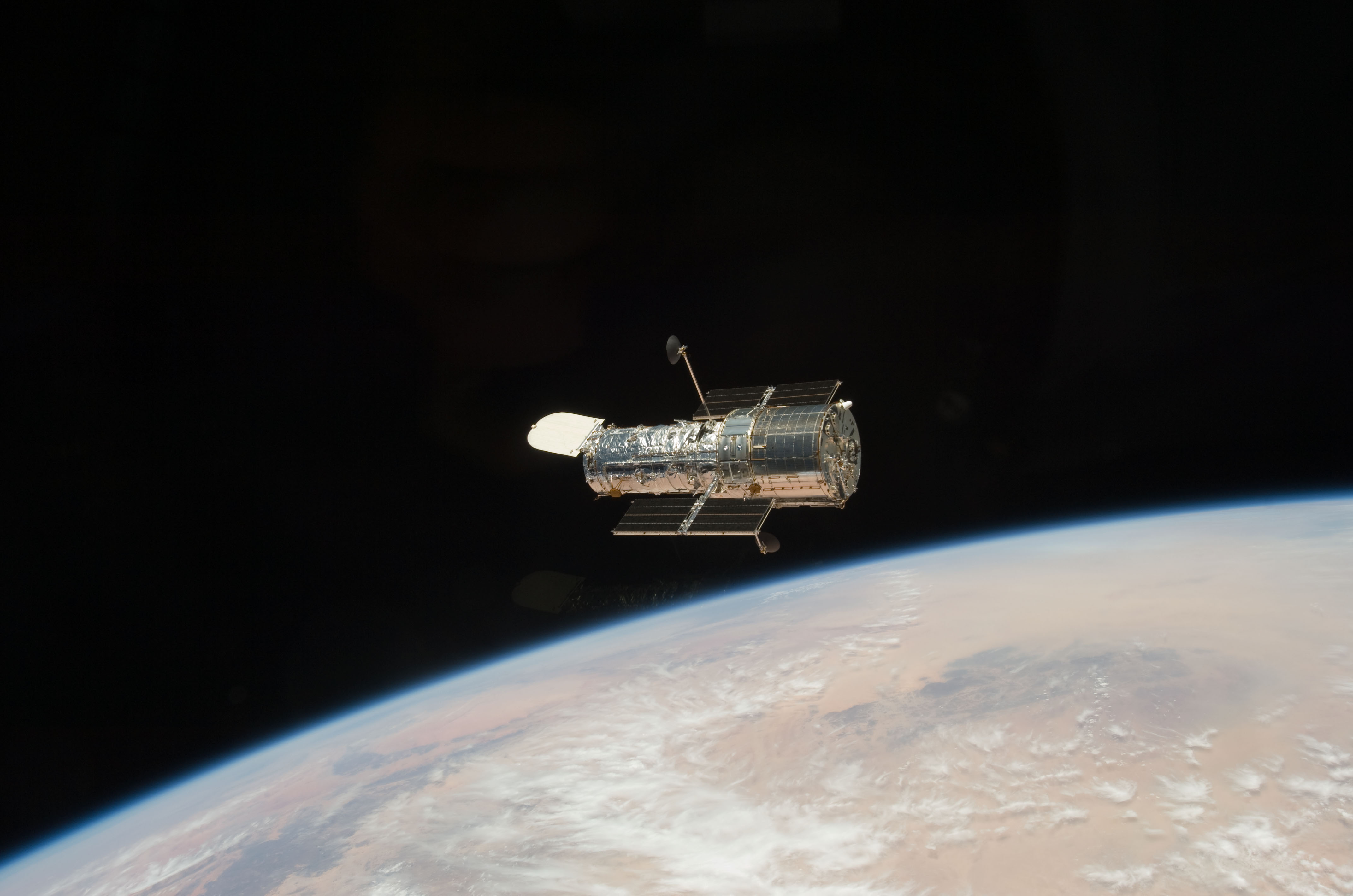
El transbordador Atlantis (STS-125), apropant-se al lloc on està orbitant l'Hubble

## Processament i acoblament del transbordador

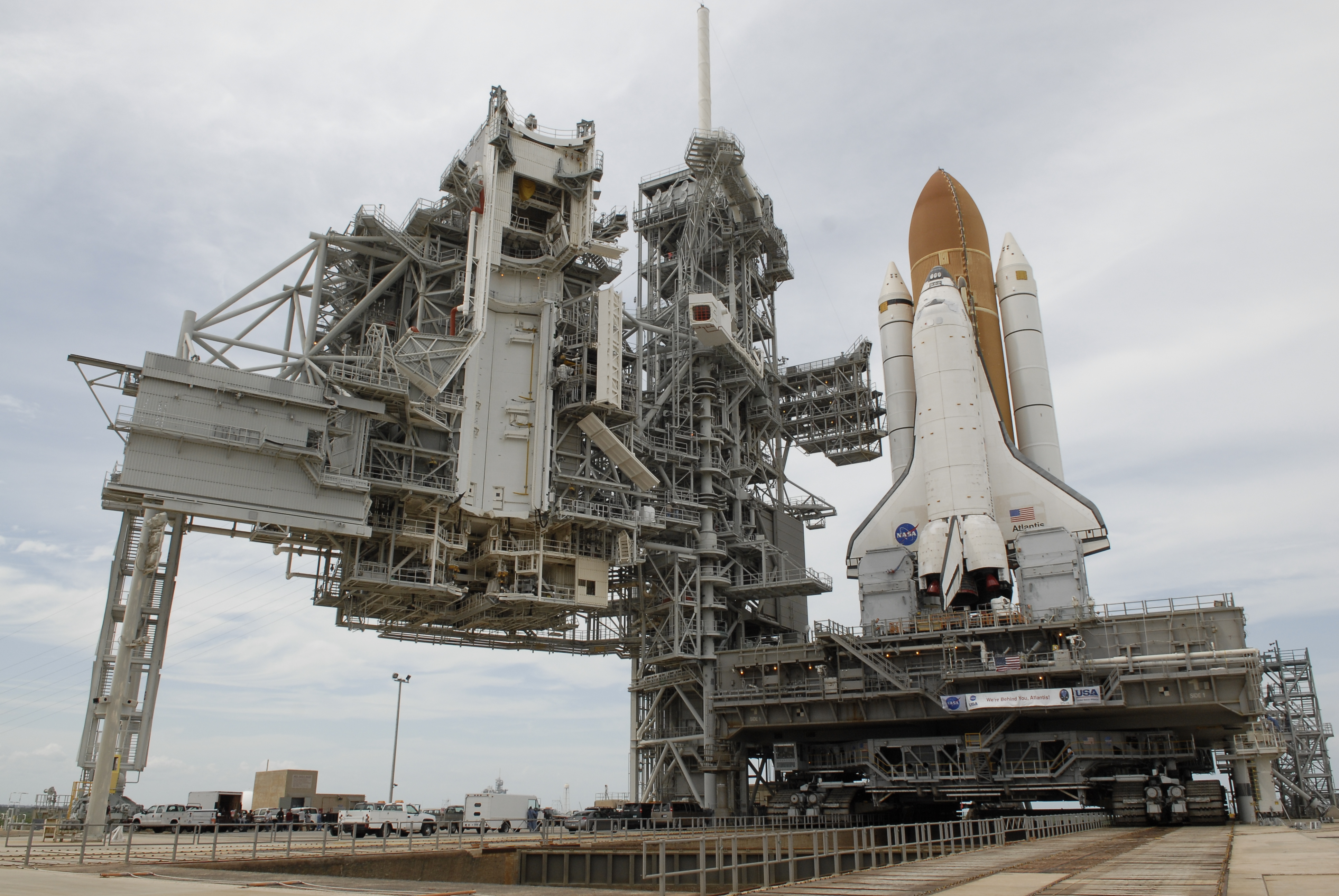
Atlantis sobre LC-39A

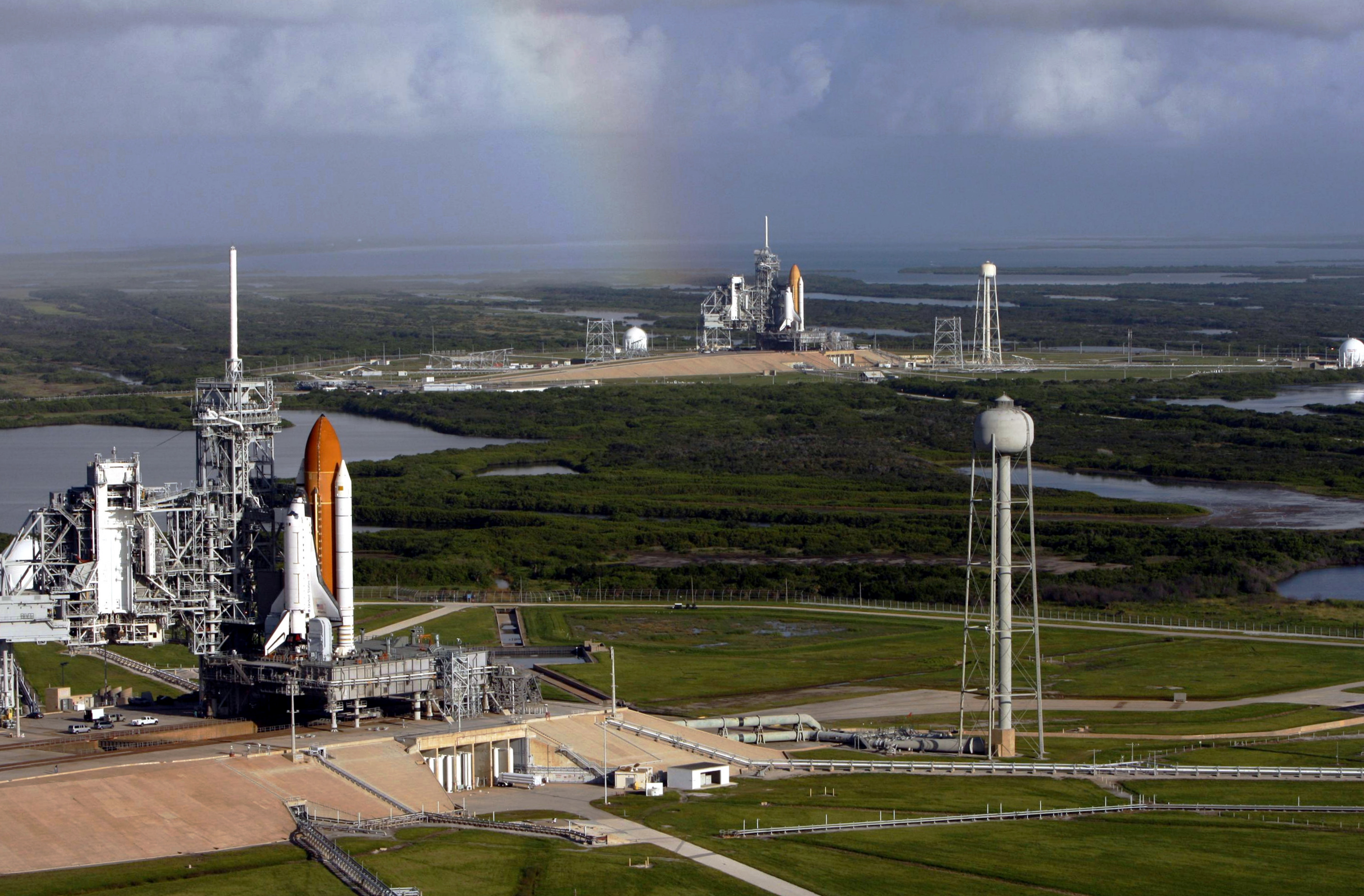
Atlantis i Endeavour sobre les seves respectives plataformes, esperant el llançament del STS -125 l'Atlantis, o en el pitjor dels casos, el llançament de la STS-400 d'Endeavour.

## Tripulació

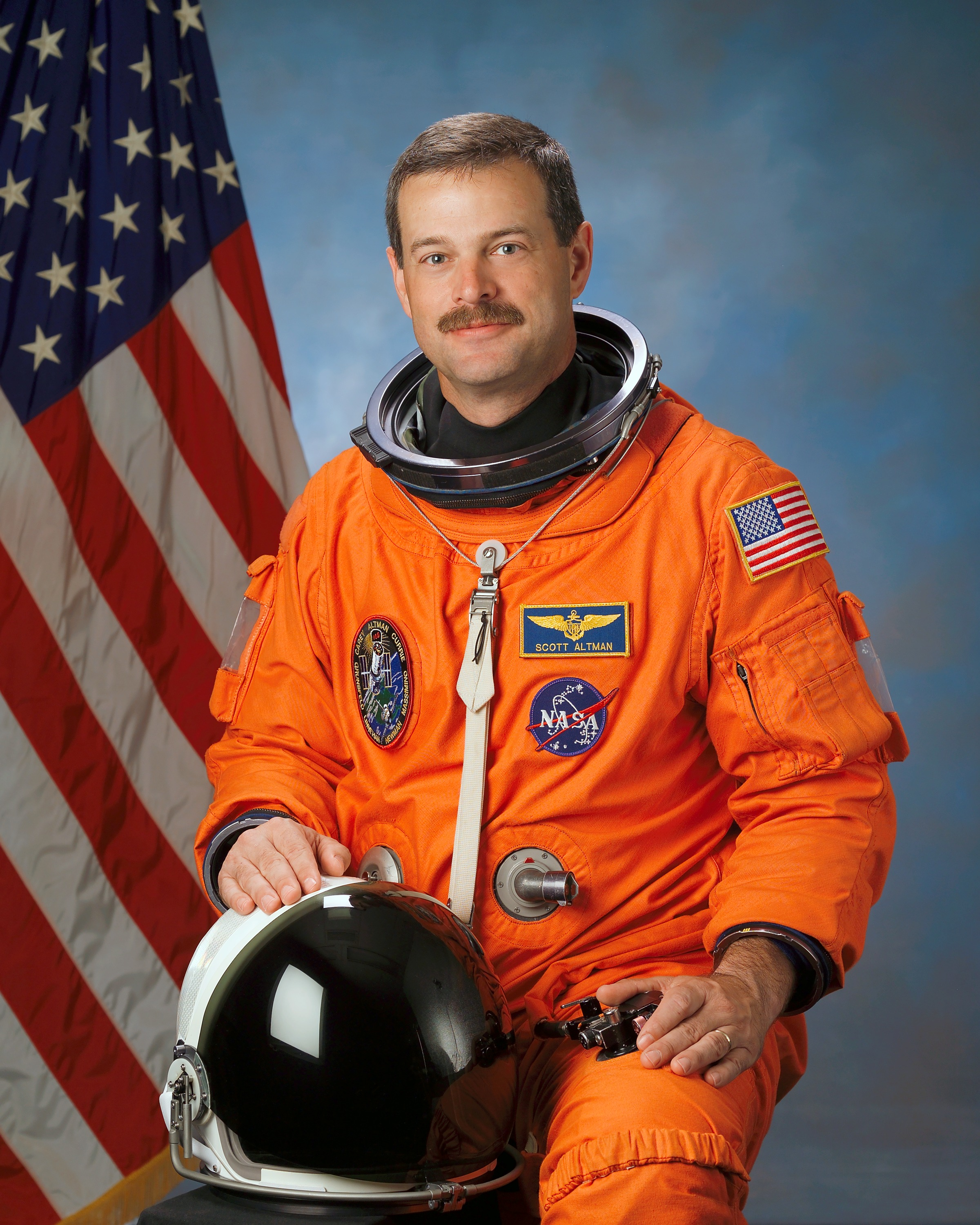
Scott Altman
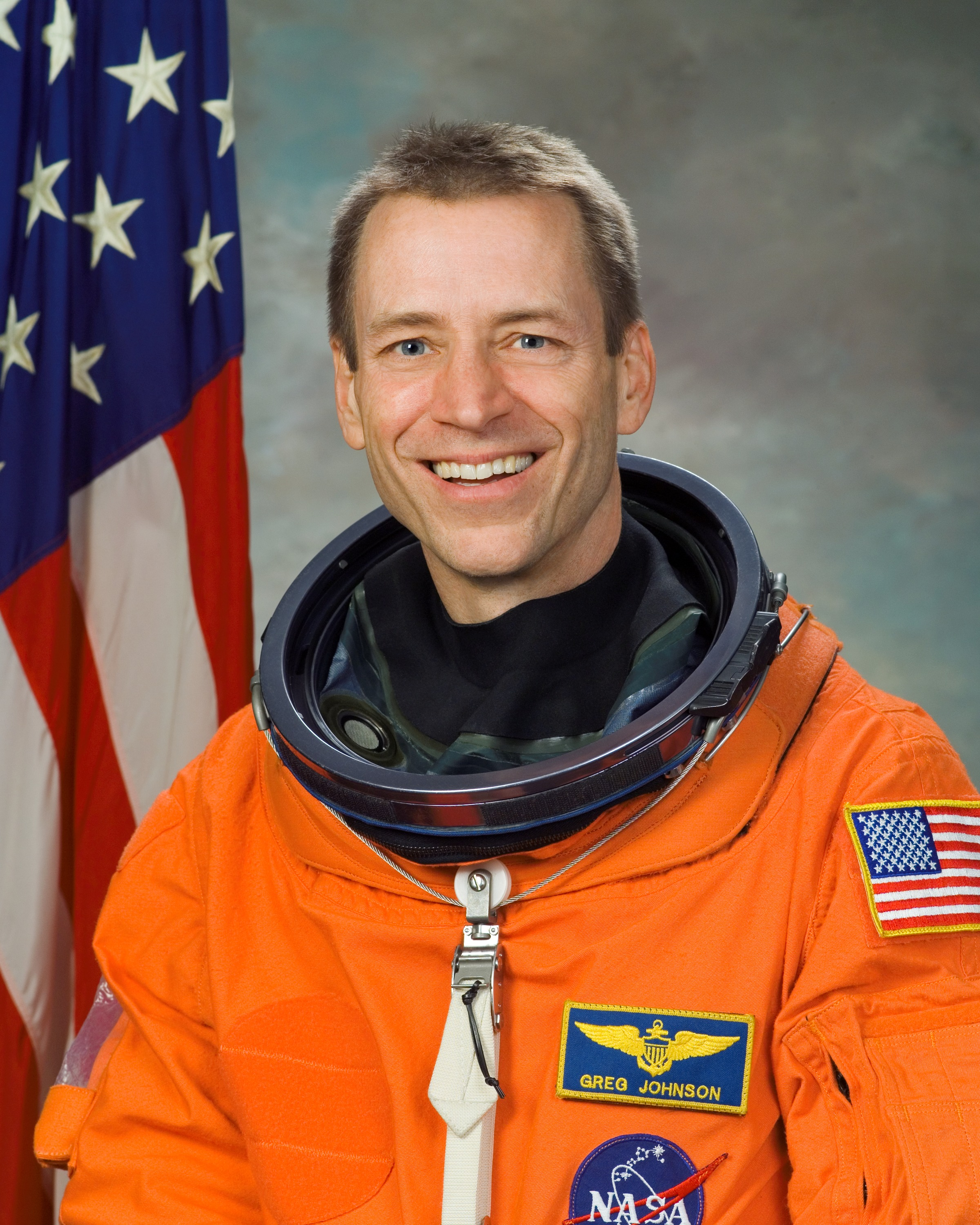
Gregory C. Johnson
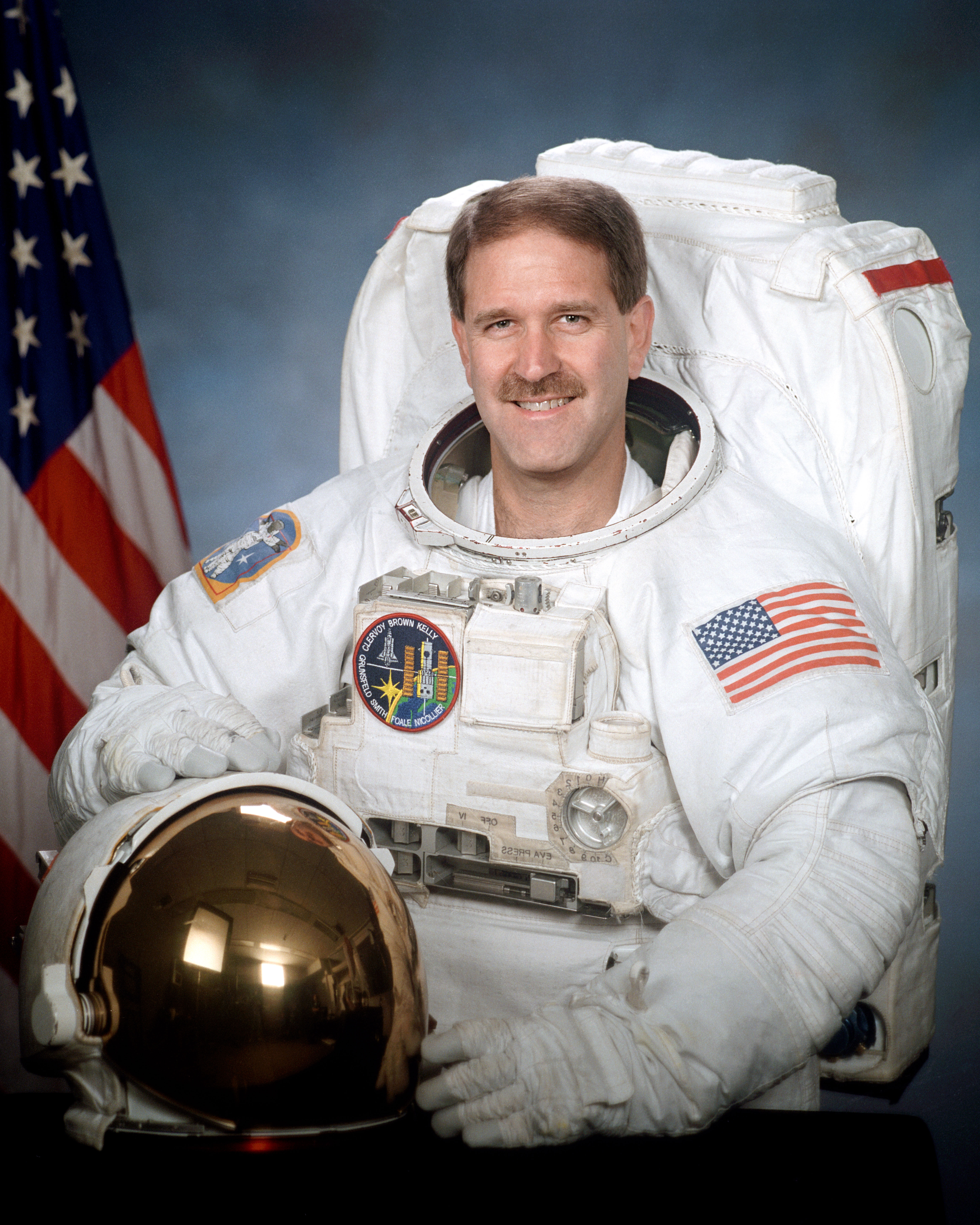
John M. Grunsfeld

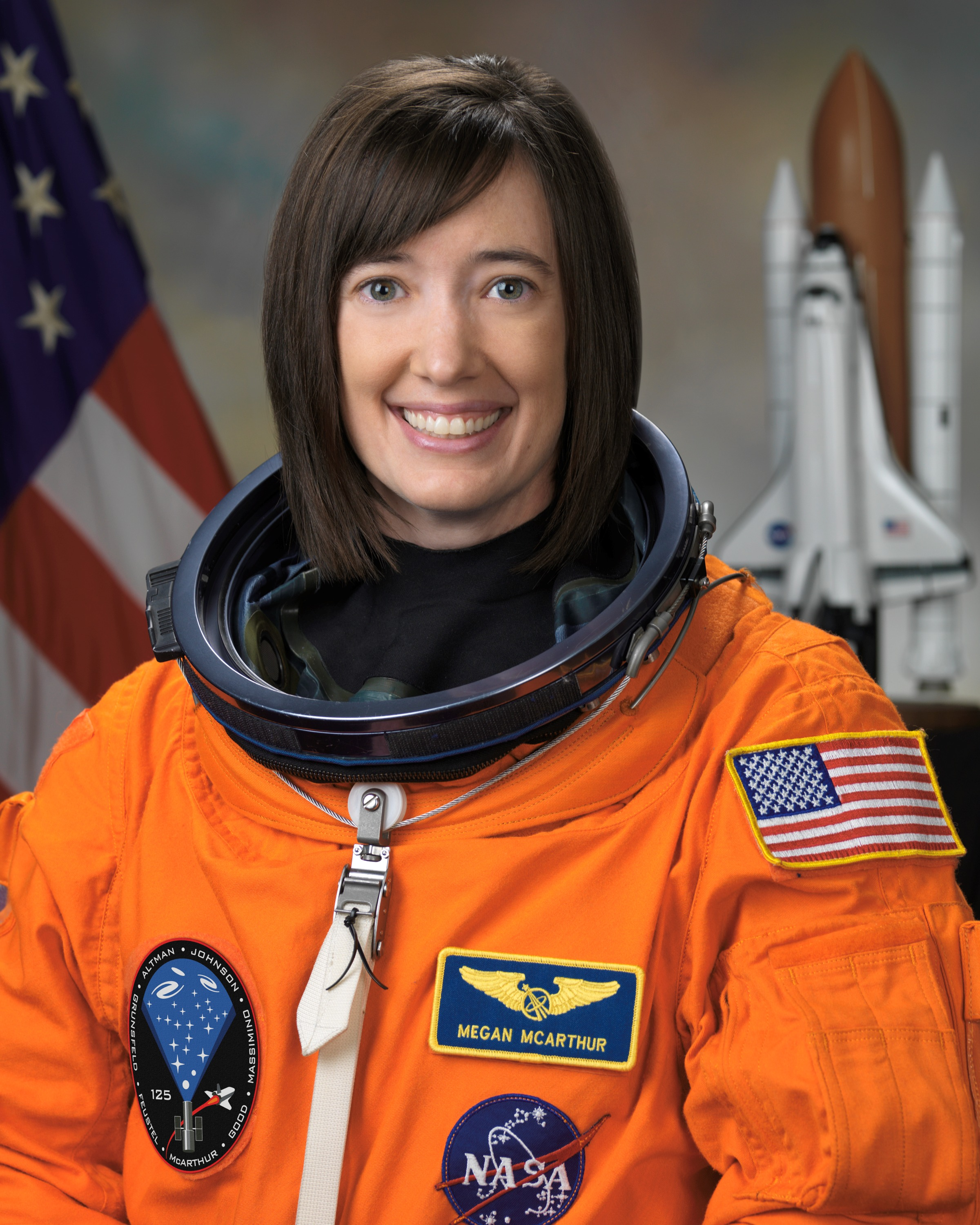
K. Megan McArthur
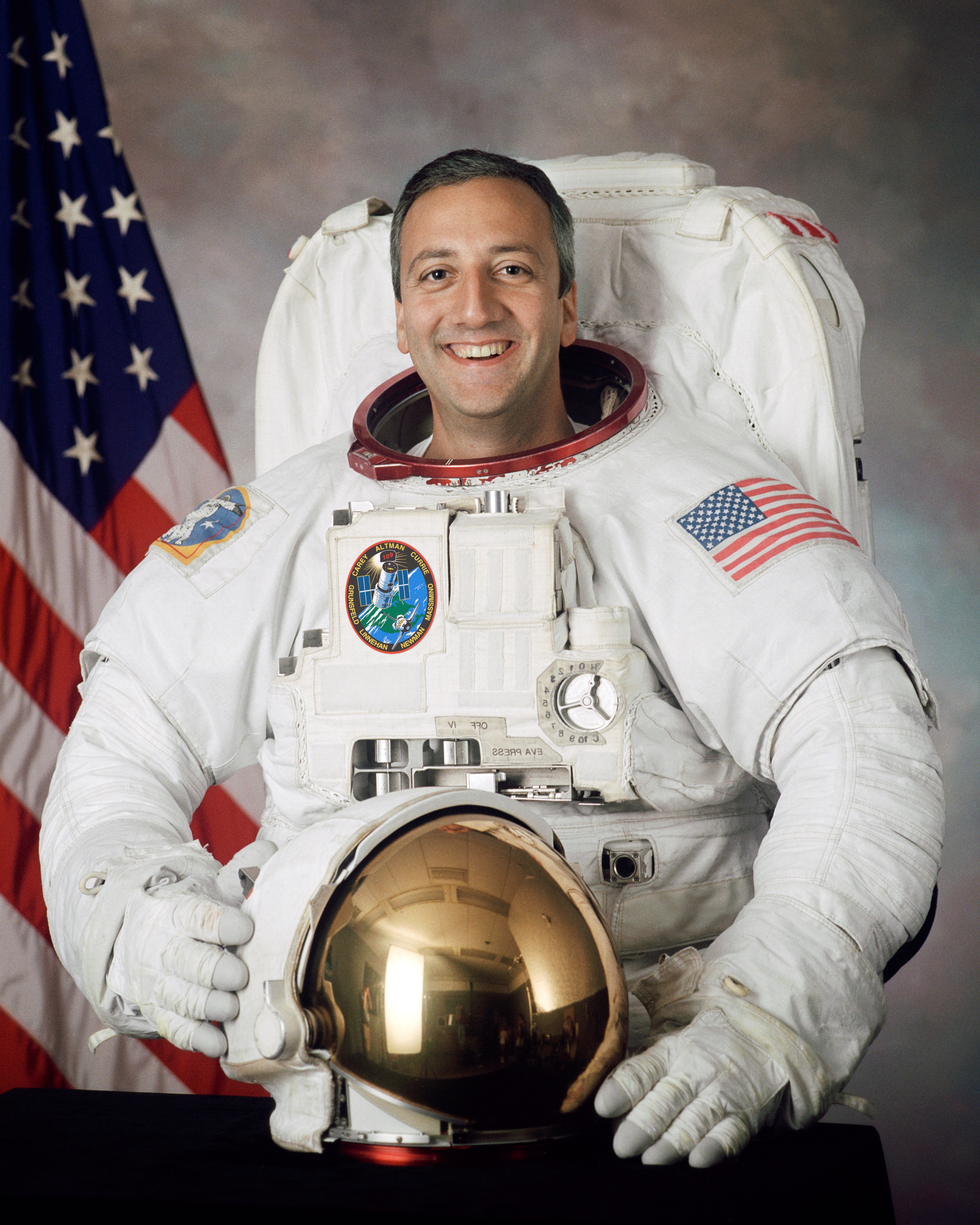
Michael Massimino
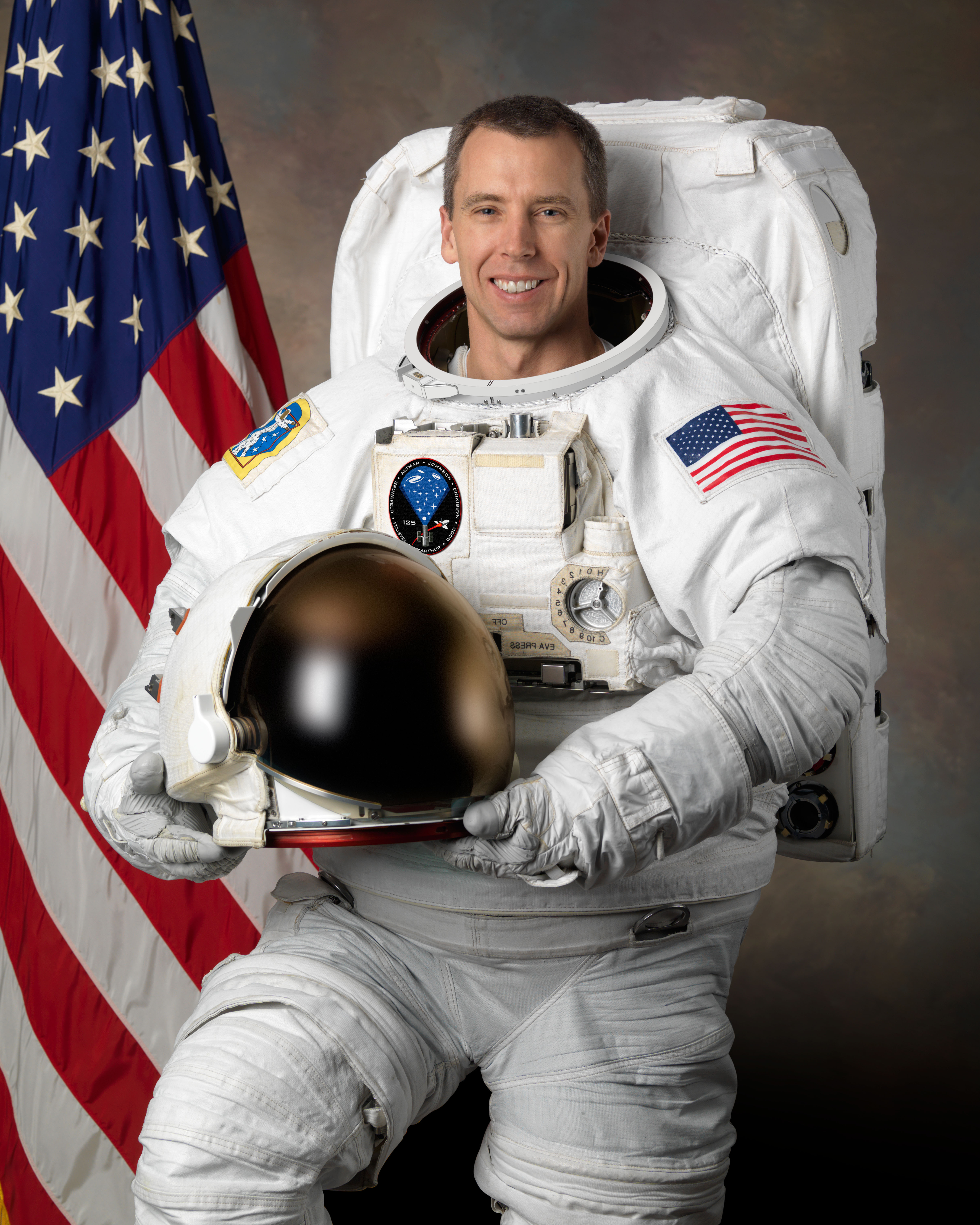
Andrew Feustel
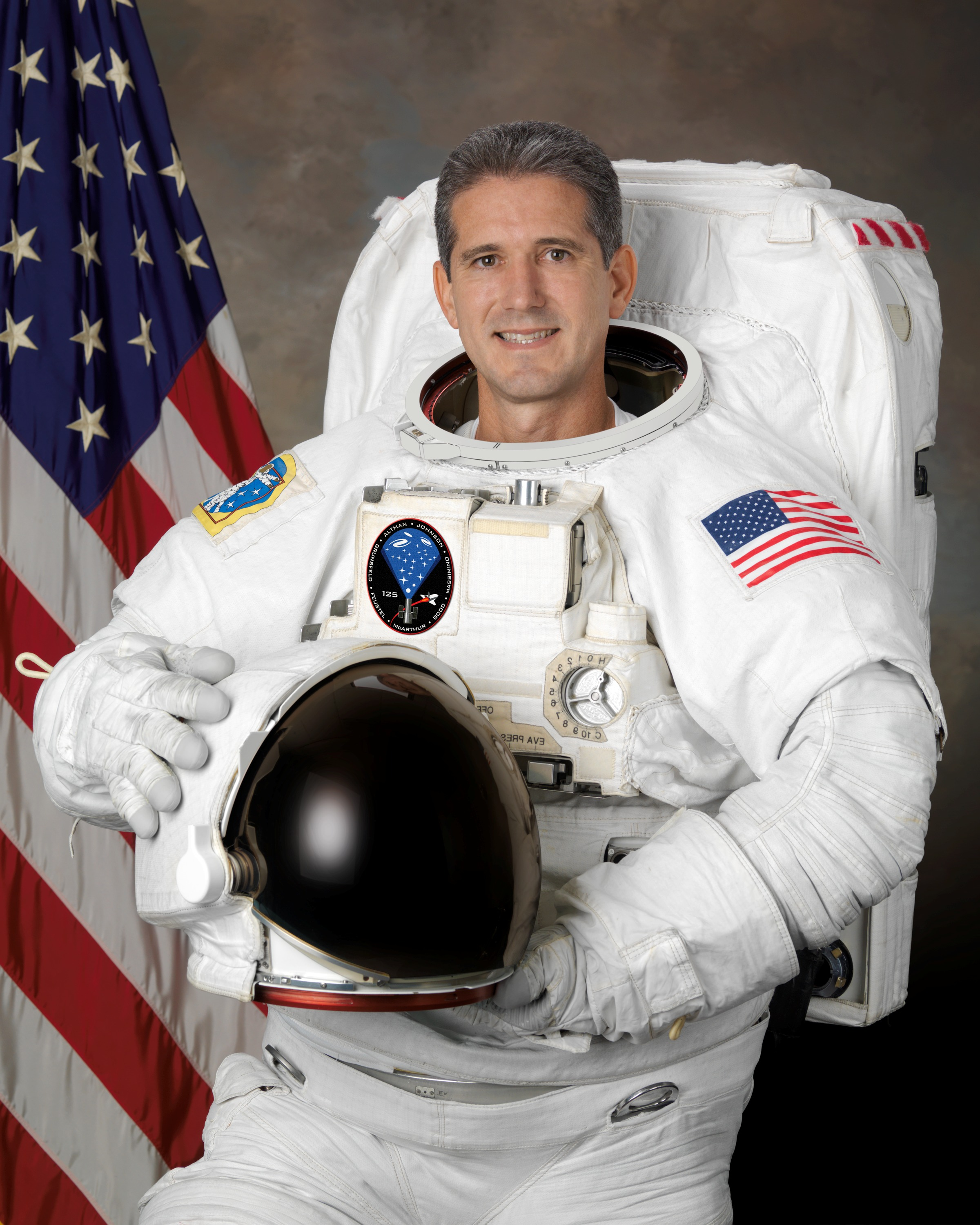
Michael T. Good